# Colin Falconer
Colin Falconer, vl. jménem Colin Richard Bowles (* 25. května 1953 Londýn) je britský spisovatel, autor šestnácti románů. Píše především dobrodružné romány.
Narodil se v severním Londýně. Nyní žije na západním pobřeží Austrálie.

## Dílo
- Seznam děl v Souborném katalogu ČR, jejichž autorem nebo tématem je Colin Falconer
- Soucit s Ďáblem
- Aztécká perla
- Anastázie
- Má krásná špionka
- Hedvábná stezka